# Proacrias ufens
Proacrias ufens är en stekelart som först beskrevs av Walker 1843.  Proacrias ufens ingår i släktet Proacrias och familjen finglanssteklar. Inga underarter finns listade i Catalogue of Life.